# Заречка (Тюменская область)
Заречка — деревня в Казанском районе Тюменской области России. Входит в состав Дубынского сельского поселения.

## Климат
Климат континентальный с холодной продолжительной зимой и тёплым относительно коротким летом. Средняя температура воздуха самого холодного месяца (января) — −18 °C (абсолютный минимум — −45 °C). В летние месяцы температура может повышаться до 40 °C. Безморозный период длится в среднем 115—125 дней. Среднегодовое количество атмосферных осадков составляет 350 мм, из которых большая часть выпадает в тёплый период.

## История
До 1917 года входила в состав Дубынской волости Ишимского уезда Тюменской губернии. По данным на 1926 год деревня Мало-Заречная состояла из 127 хозяйств. В административном отношении входила в состав Дубынского сельсовета Ильинского района Ишимского округа Уральской области.

## Население
| 2010 |
| ---- |
| 240  |

По данным переписи 1926 года в деревне проживало 675 человек (297 мужчин и 378 женщин), в том числе: русские составляли 94 % населения, татары — 3 %.
Согласно результатам переписи 2002 года, в национальной структуре населения русские составляли 91 % из 284 чел.